# Rhododendronfulvetta
Rhododendronfulvetta (Fulvetta ludlowi) är en asiatisk fågel i familjen papegojnäbbar inom ordningen tättingar.

## Utseende och läte
Rhododendronfulvettan är en liten (11,5 cm) fulvetta, dovt brun ovan med distinkta streck på strupe och bröst. Liksom närbesläktade arten vitbrynad fulvetta har den ljus iris och en svartvit vingpanel. Den saknar dock både ljust ögonbrynsstreck och mörkt längsgående hjässband. Lätet är ett ljust och tunt "see-see-spir’r’r".

## Utbredning och systematik
Rhododendronfulvettan förekommer i Bhutan, Kina, Indien, Myanmar och Nepal. Den behandlas som monotypisk, det vill säga att den inte delas in i några underarter.

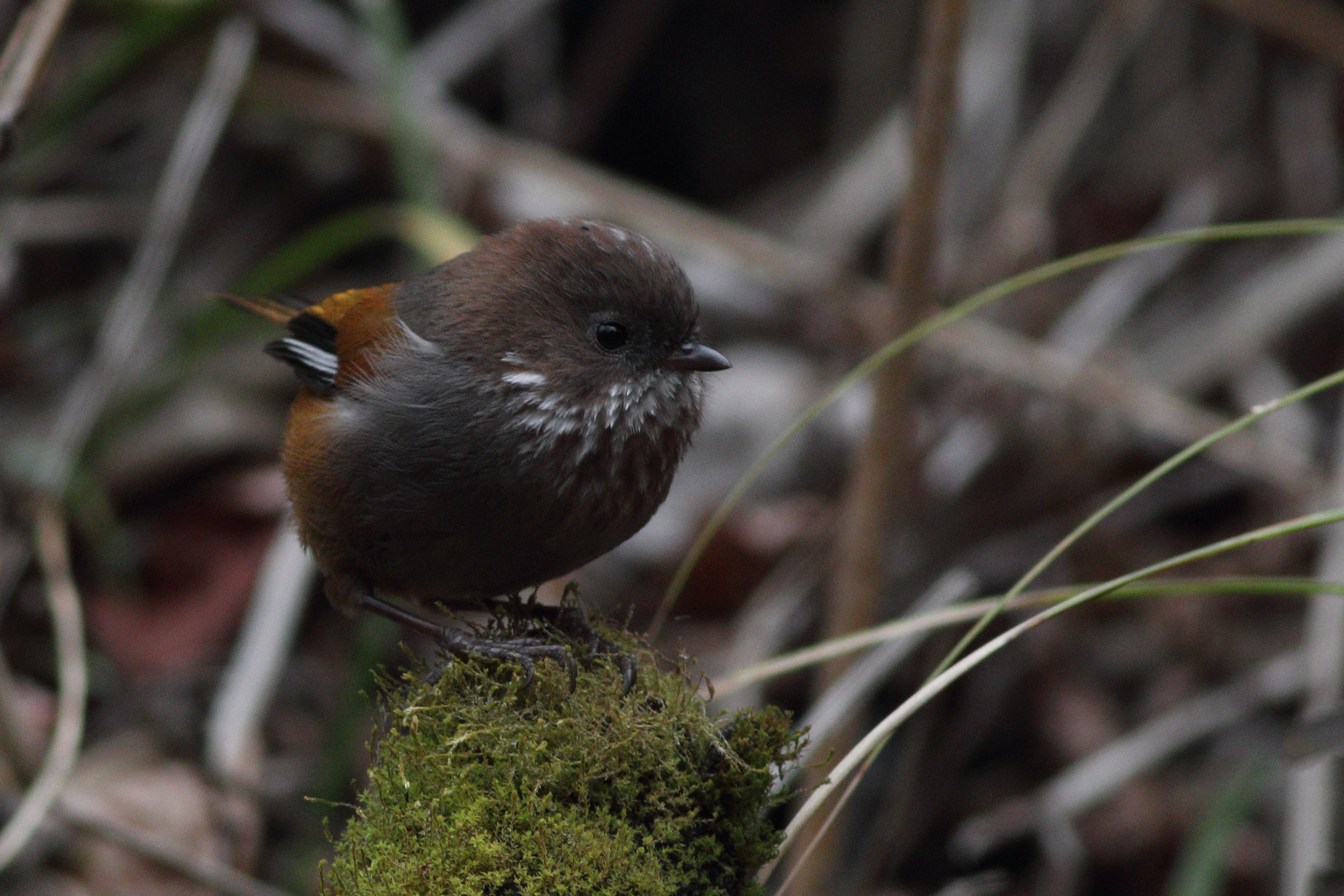

### Släktes- och familjetillhörighet
Tidigare behandlades fulvettorna som timalior och placerades i släktet Alcippe, men DNA-studier visar att arterna i Alcippe endast är avlägset släkt med varandra, så pass att de numera placeras i flera olika familjer. Fulvettorna är en del av en grupp i övrigt bestående av papegojnäbbarna, den amerikanska arten messmyg, de tidigare cistikolorna i Rhopophilus samt en handfull släkten som tidigare också ansågs vara timalior (Lioparus, Chrysomma, Moupinia och Myzornis). Denna grupp är i sin tur närmast släkt med sylvior i Sylviidae och har tidigare inkluderats i den familjen. Enligt sentida studier skilde sig dock de båda grupperna sig åt för hela cirka 19 miljoner år sedan, varför tongivande International Ornithological Congress (IOC) numera urskilt dem till en egen familj, Paradoxornithidae. Denna linje följs här.

## Levnadssätt
Rhododendronfulvettan gör skäl för sitt namn genom att förekomma i låga buskar och bambustånd i rhododendronskog, på mellan 2450 och 4000 meters höjd. Där ses den i par eller små grupper. Information om dess föda saknas, men den tros inta små ryggradslösa djur och ett visst mått av vegetabiliskt material. Även kunskapen om dess häckningsbiologi är mycket begränsad. I Bhutan verkar den förekomma i häckningsområdet mellan maj och september för att sedan röra sig till lägre regioner.

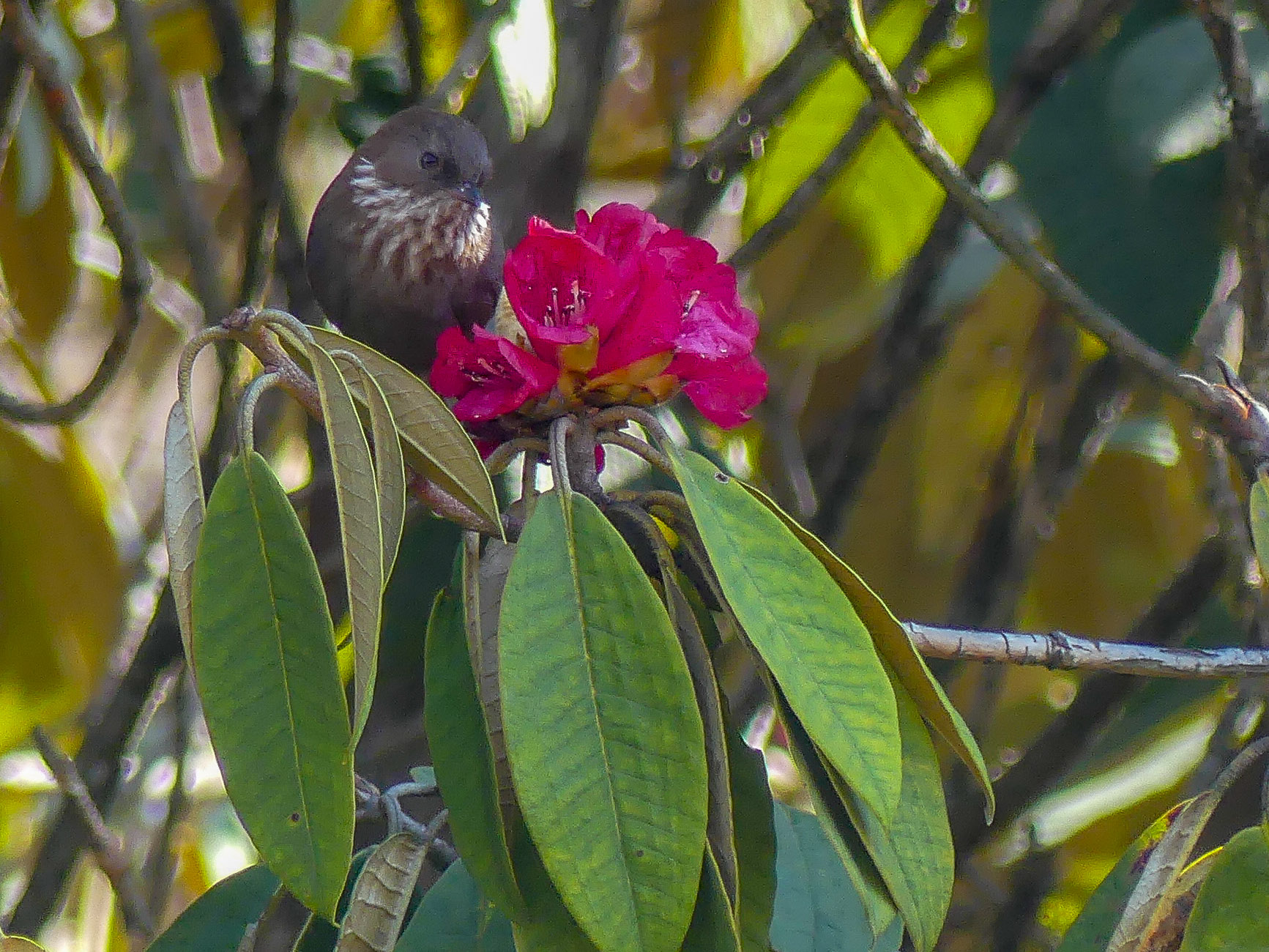

## Status och hot
Arten har ett stort utbredningsområde och en stor population, men tros minska i antal på grund av habitatförstörelse och fragmentering, dock inte tillräckligt kraftigt för att den ska betraktas som hotad. Internationella naturvårdsunionen IUCN kategoriserar därför arten som livskraftig (LC). Världspopulationen har inte uppskattats, men den beskrivs som ovanlig i östra Bhutan och lokalt ganska vanlig i Indien och sydöstra Kina.

## Namn
Fågelns vetenskapliga artnamn hedrar Frank Ludlow (1885-1972), engelsk botaniker, samlare av specimen och upptäcktsresande i Turkestan 1929-1930, Bhutan 1933-1934 och Tibet 1936-1938. Fulvetta är diminutiv av latinska fulvus, "gulbrun", det vill säga "den lilla gulbruna".